# جوزيف إجناسي كراشيفسكي
كان جوزيف إجناسي كراشيفسكي (منذ 28 يوليو 1812 حتى 19 مارس 1887) روائيًا بولنديًا وصحفيًا ومؤرخًا وناشرًا ورسامًا وموسيقيًا. كتب كراشيفسكي أكثر من 200 رواية وعدة مئات من القصص القصيرة والمراجعات الفنية، مما يجعله الكاتب الأكثر غزارة في تاريخ الأدب البولندي.
يشتهر برواياته التاريخية، بما في ذلك سلسلة ملحمية عن تاريخ بولندا، والتي تضم تسعة وعشرين رواية تاريخية، وروايات عن حياة الفلاحين، وانتقاد الإقطاع والأقنان. وقد وصفت أعماله بأنها ليبرالية ديمقراطية ولكنها ليست متطرفة، وبأنها تنتمي للفلسفة الوضعية الأولية.

## حياته

### النشأة
ولد جوزيف إجناسي كراشيفسكي في وارسو في 28 يوليو 1812 لعائلة من النبلاء البولنديين (Szlachta). كان الابن الأكبر لجان كراشيفسكي، وكان لديه أربعة أشقاء، بمن فيهم الفنان لوجان كراشيفسكي (من مواليد 1820) والكاتب كاجيتان كراشيفسكي (من مواليد 1827).
قضى كراشيفسكي الكثير من شبابه في منزل أجداد أمه في رومانو.
التحق منذ عام 1822 حتى عام 1826 بالمدرسة في بيالا بودلاسكا (أكاديمية بيالا)، ومنذ عام 1826 حتى عام 1827، بالثانوية في لوبلن، وفي عام 1829، في سفيسلاج في بيلاروس الحديثة، تخرج من الثانوية بعد اجتياز الاختبارات النهائية هناك.
درس منذ عام 1829 الطب، ثم الأدب والفنون، في جامعة فيلنا. في عام 1830 تميز في أول ظهور أدبي له بالعديد من القصص القصيرة، بعد عام من روايته الأولى.
أثناء وجوده في الجامعة، شارك في حركة استقلال بولندية لدعم انتفاضة نوفمبر 1830. في 3 ديسمبر 1830 قُبض عليه وسُجن حتى 19 مارس 1832. بفضل تدخل عائلته، استطاع تجنب انضمامه للجيش الروسي الإمبراطوري. عاش بعد إطلاق سراحه، حتى يوليو 1833 في فيلنا تحت إشراف الشرطة. ثم سُمح له بالذهاب إلى ممتلكات والده في دولهي، بالقرب من بروزاني في فولهينيا. قضى وقتًا أيضًا في هوروزيك في مكتبة أنطوني أوربانوفسكي، الذي كان يزوره كثيرًا.

### مالك أراضٍ
في عام 1836، رُشّح كراشيفسكي للانضمام إلى كلية جامعة كييف كأستاذ في اللغة البولندية، ولكن اعترضت الحكومة الروسية على ترشيحه، فقد اعتبرته مشتبهًا به سياسيًا. في عام 1851 عرض عليه منصب أستاذ في جامعة ياغيلونيا في كراكوف، ولكن قوبل ذلك مرة أخرى بالرفض من قبل السلطات الروسية والنمساوية هذه المرة.
في عام 1837، استأجر كراشيفسكي مزرعة في قرية أوميلنو. في النهاية أصبح أيضًا مالكًا للأراضي في العديد من القرى القريبة، مثل غروديك (بين عامَي 1840 و1848) وهوبين منذ عام 1848، وكيسيل منذ عام 1854. مع مرور الوقت، فقد بثبات الاهتمام بالزراعة وركز على عمله الأدبي. ظهر في العديد من المجلات والصحف باللغة البولندية.
في 10 يونيو 1838، تزوج من زوفيا وورونيزونا، ابنة جان بويه وورونيز، أسقف وارسو السابق. أنجبوا أربعة أطفال: كونستانجا، من مواليد 1839، وجان من مواليد 1841، وفرانسيسك من مواليد 1843، وأوغستا من مواليد 1849.
سافر كراشيفسكي على نطاق واسع، وزار وأقام لفترات طويلة في وارسو (في أعوام 1846، 1851، 1855، 1859، وفي عام 1860، اشترى منزلًا مستقلًا في وارسو، يُعرف الآن باسم منزل كراشيفسكي)، وفي كييف (في مناسبات عديدة)، وفي أوديسا (في عام 1843 وفي عام 1852).
في عام 1858 سافر إلى أوروبا الغربية، وزار النمسا وبلجيكا وإيطاليا وألمانيا وفرنسا. في إيطاليا، استقبله البابا بيوس التاسع، الذي وبّخه بسبب تحيزه الليبرالي المزعوم. ومع ذلك، من المحتمل أن يكون زاد ذلك من وجهة نظر كراشيفسكي النقدية للدولة المقدسة. نفد صبره تجاه العلاقات الإقطاعية، وخاصة العبودية في شرق بولندا نتيجة رحلاته إلى الغرب.
في عام 1853، وفي محاولة لدعم وتعليم أطفاله الأربعة بشكل أفضل، انتقل كراشيفسكي إلى ملكية عائلة زوجته زوفيا التي ورثتها بالقرب من جيتومير، وأصبح منذ عام 1856 مشرف المدرسة ومدير المسرح المحلي. في البداية، كان يحظى بشعبية لدى النبلاء المحليين، لكنه أصبح أقل شعبية بسبب دعمه لإلغاء القنانة.
ونتيجة لذلك، انتقل في فبراير 1860 إلى وارسو لتولي رئاسة تحرير جريدة غازيتا بولسكا، وهو المنصب الذي قبله في العام السابق، تاركًا عائلته في جيتومير. وأصبح بذلك بعيدًا بشكل متزايد عن زوجته، التي رآها آخر مرة في عام 1863.
في عام 1858 أصبح عضوًا مناظرًا في جمعية كراكوف العلمية.
في عام 1861 أصبح عضوًا في «وفد المدينة»، وهي منظمة مدنية وطنية. كان موقف كراشيفسكي السياسي معتدلًا إلى حد ما. بينما كان يدعم قضية الاستقلال البولندي، رأى أن الكفاح المسلح سابق لأوانه، ودعم في البداية المفاوضات التصالحية مع السلطات الروسية ممثلة بألكسندر فيلوبولسكي. وُصِف كراشيفسكي بأنه «أحمر جدًا بالنسبة للبيض، وأبيض جدًا بالنسبة للحمر».
ومع تزايد التوترات، وجد كراسزيوسكي صعوبة متزايدة في البقاء معتدلًا. بسبب انتقاداته للرقابة في ديسمبر 1862، أجبرته السلطات الروسية على الاستقالة من رئاسة تحرير صحيفة غازيتا بولسكا وأمرته بمغادرة الكونغرس البولندي. بعد اندلاع انتفاضة يناير 1863، هرب في 3 فبراير 1863 من وارسو.